# James Batcheller Sumner
James Batcheller Sumner (Canton, 19 de novembro de 1887 — Buffalo, 12 de agosto de 1955) foi um químico estadunidense. Foi agraciado com o Nobel de Química de 1946, pela descoberta da cristalização das enzimas.

## Pesquisa
Foi em 1917 em Cornell onde Sumner começou sua pesquisa no isolamento de enzimas na forma pura; um feito que nunca havia sido alcançado antes. A enzima com a qual ele trabalhou foi a urease, que ele isolou do feijão-de-porco. O trabalho de Sumner não teve sucesso por muitos anos e muitos de seus colegas duvidaram, acreditando que o que ele estava tentando alcançar era impossível, mas em 1926 ele demonstrou que a urease podia ser isolada e cristalizada. Ele conseguiu isso misturando urease purificada com acetona e depois resfriando-a; a solução gelada produziu urease cristalizada. Ele também foi capaz de mostrar por testes químicos que sua urease pura era um proteína. Esta foi a primeira prova experimental de que uma enzima é uma proteína, uma questão controversa na época.
Sua pesquisa bem-sucedida o trouxe para o cargo de professor titular na Cornell em 1929. A partir de 1924, seu laboratório estava localizado no segundo andar do novo prédio de ciência láctea, Stocking Hall (hoje sede da Food Science), em Cornell, onde recebeu seu Prêmio Nobel - pesquisa vencedora. Em 1937, ele conseguiu isolar e cristalizar uma segunda enzima, a catalase. Nessa época, John Howard Northrop, do Rockefeller Institute, havia obtido outras enzimas cristalinas por métodos semelhantes, começando com a pepsina em 1929. Ficou claro que Sumner havia desenvolvido um método geral de cristalização para enzimas e também que todas as enzimas são proteínas.